# LKS Pogoń Lwów

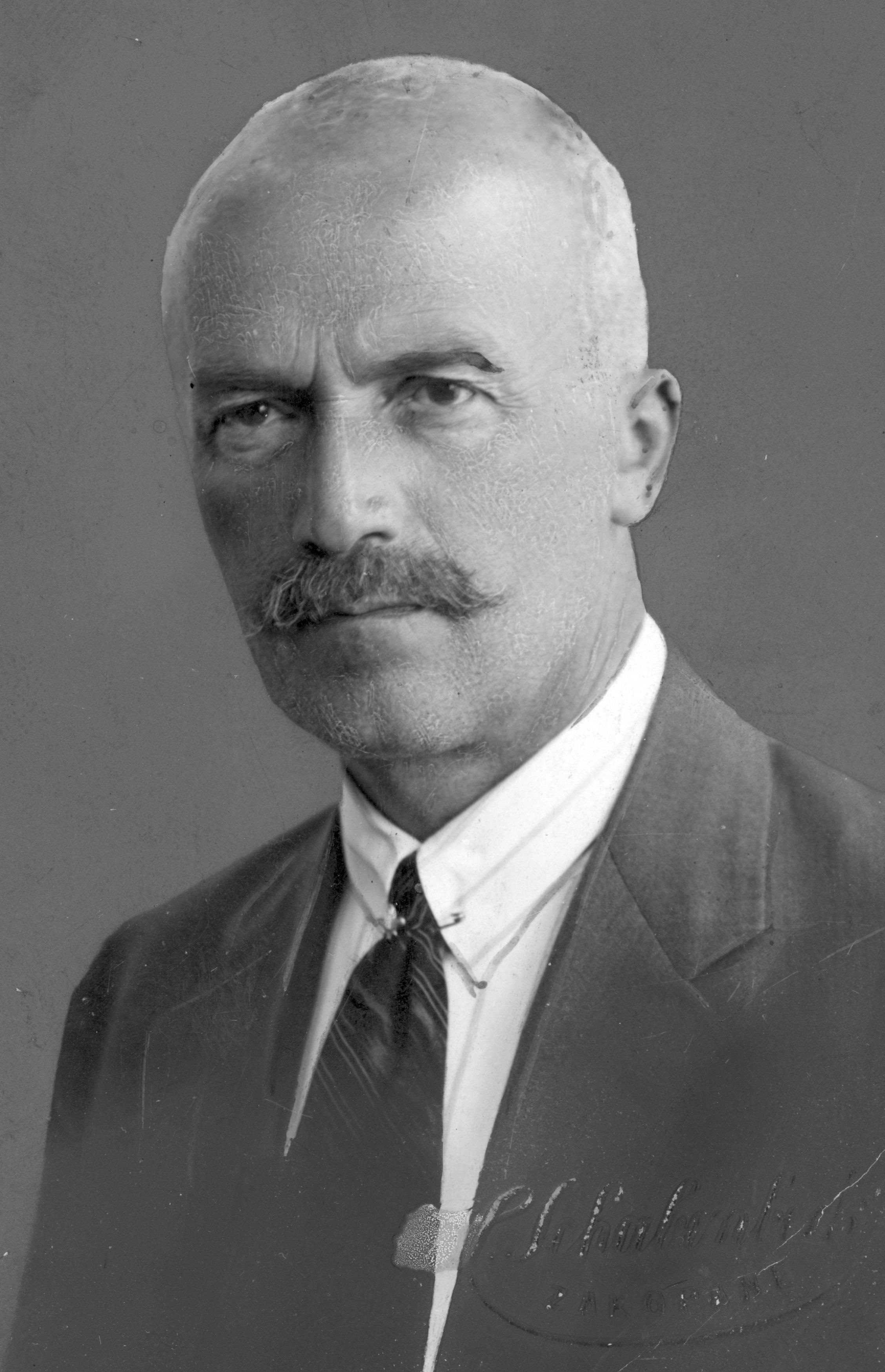
Eugeniusz Piasecki, „ojciec” Pogoni

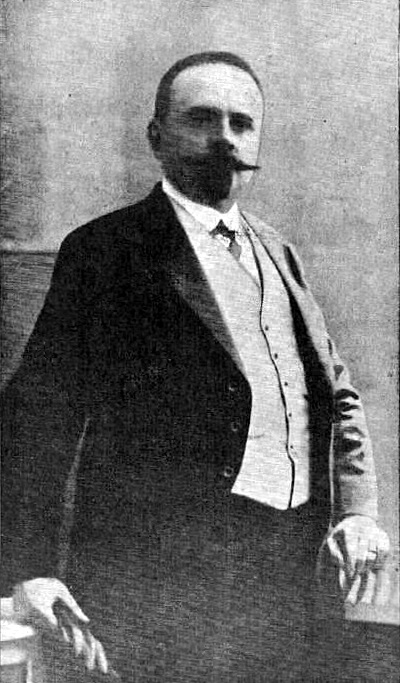
Ludwik Kuchar, sponsor klubu na początku jego istnienia

Lwowski Klub Sportowy „Pogoń” – polski wielosekcyjny klub sportowy we Lwowie działający w latach 1904–1939 i od 2009. Najlepiej znane są sekcje piłkarska i lekkoatletyczna. W dwudziestoleciu międzywojennym klub odnosił liczne sukcesy, jak choćby wielokrotne tytuły mistrza Polski, zarówno w sportach drużynowych, jak i indywidualnych. W maju 1938 roku Związek Polskich Związków Sportowych przyznał Pogoni tytuł „najlepszego i najbardziej zasłużonego klubu sportowego w Polsce”.

## Historia
We wrześniu 1899 pracę na stanowisku nauczyciela gimnastyki we lwowskim IV Gimnazjum podjął Eugeniusz Piasecki, zaś już w grudniu 1899 – próbując przekonać swych podopiecznych do coraz popularniejszej dyscypliny, jaką stawał się angielski football – utworzył w tej szkole pierwsze uczniowskie drużyny piłkarskie, które wiosną 1900 zaczęły między sobą rozgrywać pierwsze mecze oraz turnieje. Z czasem wychowankowie Piaseckiego zapragnęli również konfrontować swe umiejętności z młodzieżą zrzeszoną w innych lwowskich organizacjach i 7 października 1900, jako reprezentacja szkoły, podczas tzw. gymkhany – zorganizowanej przez Komitet Sportowy Lwowskiego Klubu Cyklistów i Towarzystwa Kolarzy na należącym do niego boisku – zremisowali z gospodarzami 1:1. Funkcjonowanie „luźnych” zespołów uczniowskich stało się zaczątkiem dla powołania – wiosną 1904 – „drużyny klasy IV gimnazjum IV”. W 1905 roku, za zgodą dyrekcji szkoły, nazwę zmieniono na Klub Gimnastyczno-Sportowy IV-go Gimnazjum. Zgodnie z nową nazwą, klub zrzeszono w ramach Towarzystwa Zabaw Ludu i Młodzieży (w 1906 przemianowanego na Towarzystwo Zabaw Ruchowych – TZR). Jako barwy obrano kolory czerwony i niebieski. Był to wówczas trzeci polski klub sportowy, w którym uprawiano piłkę nożną (po innych lwowskich klubach – Lechii i Czarnych).
W maju 1907 podjęto decyzję o wyodrębnieniu się ze struktur TZR. Uzgodniono połączenie Klubu Gimnastyczno-Sportowego i Lechii, co umożliwiło szybszy rozwój klubu i rozszerzenie działalności, poprzez tworzenie nowych sekcji. Przybrano nową nazwę – Lwowski Klub Sportowy „Pogoń”, której pomysłodawcąbył Maksymilian Dudryk. Barwami KGS były czerwony i niebieski, zaś Lechii biały i czerwony, tak więc Pogoń połączyła te trzy barwy. Wówczas to głównym sponsorem i członkiem Zarządu został Ludwik Kuchar – właściciel sieci kin w Galicji (m.in. Pasażu we Lwowie i Wandy w Krakowie), którego synowie Tadeusz, Władysław, Wacław, Mieczysław byli zawodnikami Pogoni. W latach 1907–1908 opracowano nowoczesny statut klubu, który potem stał się pierwowzorem dla podobnych dokumentów wielu innych polskich klubów sportowych. W 1911 roku Pogoń była jednym z inicjatorów powołania Związku Polskiego Piłki Nożnej. Jako że za datę założenia klubu do czasu odzyskania przez Polskę niepodległości uznawano rok 1907, to w 1917 hucznie obchodzono 10 rocznicę powstania. Pogoń była także współzałożycielem Polskiego Związku Piłki Nożnej (w 1919) oraz Ligi Piłki Nożnej (w 1926).
Klub przestał istnieć wraz z wybuchem II wojny światowej, a po jej zakończeniu wielu byłych członków Pogoni trafiło na Górny Śląsk. 21 maja 1945 odtworzono, bazując częściowo na działaczach i zawodnikach Pogoni, klub Polonię Bytom, nawiązując do tradycji i barw lwowskiej Pogoni (barwami też nawiązuje imienniczka ze Szczecina, Piast Gliwice oraz kluby Odra z Opola i Wodzisławia Śląskiego).
W styczniu 2009 r., klub został reaktywowany przez Grzegorza Opalińskiego, polskiego konsula we Lwowie oraz Polaków ze Lwowa. Uruchomiono ponownie sekcje piłkarską oraz kolarską.

## Stadion

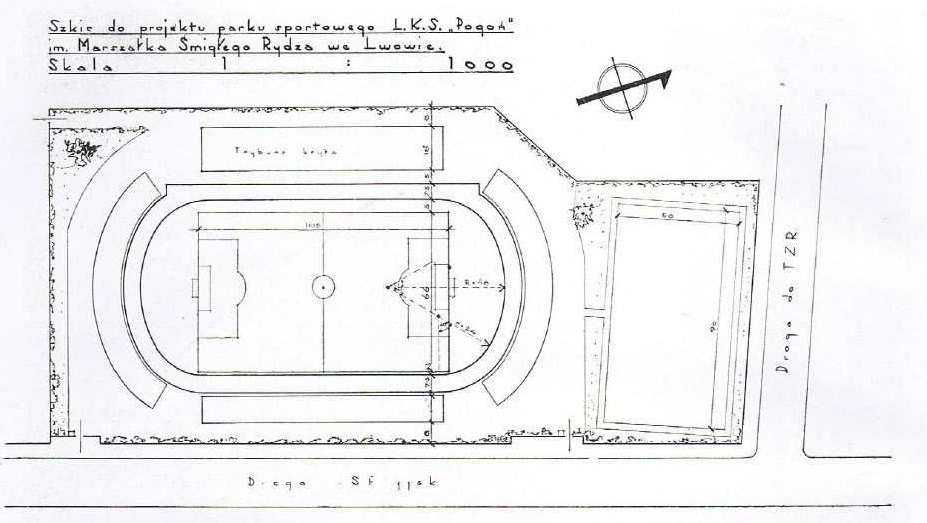
Szkic planowanej w 1938 rozbudowy kompleksu sportowego Pogoni

Budowę stadionu Pogoni koło Parku Kilińskiego we Lwowie rozpoczęto z inicjatywy głównego sponsora klubu Ludwika Kuchara i uroczyście oddano do użytku 1 maja 1913. W inauguracyjnym spotkaniu rywalem gospodarzy była Cracovia, a podczas owego meczu w barwach Pogoni zadebiutował Wacław Kuchar – późniejsza legenda klubu i całego polskiego sportu. Od momentu powstania do 1938 obiekt zwyczajowo nazywano Stadionem za Rogatką Stryjską. 30 października 1938 oficjalnie nadano mu imię Marszałka Polski Edwarda Śmigłego-Rydza (Park sportowy imienia Marszałka Polski Edwarda Śmigłego-Rydza).
- Przedwojenny adres: ul. Kilińskiego 43, Lwów
- Pojemność: 10 000 miejsc

Obecnie piłkarze Pogoni grają na wynajmowanym na czas spotkań boisku Dynama Lwów, przy ulicy Janewa 10.

## Prezesi
- 1907–1909: Eugeniusz Piasecki
- 1909–1910: Jan Lubicz-Woytkowski
- 1910–1914: Stanisław Miziewicz
- 1914–1921: Rudolf Wacek
- 1921–1923: Ludwik Koziebrodzki
- 1923–1925: Tadeusz Kuchar
- 1925–1926: Michał Parylak

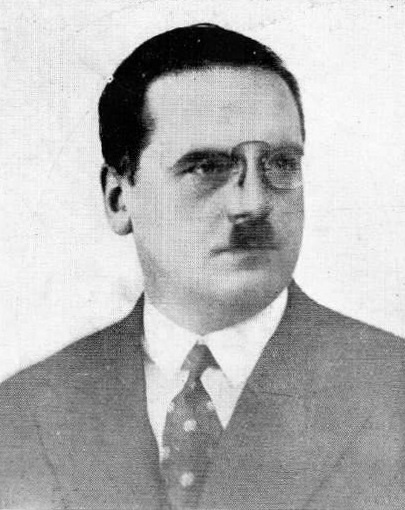
Tadeusz Kuchar, jeden ze sportowców, a później prezes Pogoni w latach 1923–1925

- 1926–1933: Włodzimierz Dzieduszycki
- 1933–1935: Ludwik Lepiarz
- 1935–1936: Romuald Klimów
- 1936–1937: Kazimierz Prostassowicz
- 1937–1938: Eugeniusz Ślepecki
- 1938–1939: Jerzy Kozicki
- od 2009: Marek Horbań

## Władze w 1937
| Władze klubu w 1937: Protektorzy honorowi L. K. S. „Pogoń” - Aleksander Litwinowicz - Kazimierz Fabrycy - Wacław Drojanowski Członkowie honorowi - Włodzimierz Dzieduszycki - ś. p. Ludwik Kuchar - ś. p. Ludwika Kuchar - Tadeusz Kuchar - Eugeniusz Piasecki - Rudolf Wacek Wydział honorowy Prezes - Włodzimierz Dzieduszycki Członkowie - Franciszek Bałaszeskul - Jan Dąbrowski - Stanisław Dziekoński - Orest Dżułyński - Władysław Goździewski - Michał Guzecki - Marian Götz - Władysław Hejnar - Ludwik Horoch - Romuald Klimów - Jerzy Kozicki - Antoni Nowak-Przygodzki - Józef Osuchowski - Stanisław Marian Ostrowski - Kazimierz Platowski - Adam Piasecki - Roman Rencki - Władysław Rubczyński - Mieczysław Stadler - Bronisław Stroński - Leon Szwarc - Tadeusz Urbaniak - Stanisław Włodek |  | Zarząd klubu w 1937: - Prezes: Eugeniusz Ślepecki - Wiceprezes organizacyjno-propagandowy: Tadeusz Dręgiewicz - Wiceprezes finansowo-gospodarczy: Eustachy Talarski - Wiceprezes sportowy: Władysław Olearczyk - Skarbnik: Władysław Ryk - Sekretarz: Mieczysław Porth Członkowie zarządu: - Fryderyk Asman - Józef Chorzewski - Janusz Dobrudzki - Józef Dadak - Franciszek Kallik - Emilia Kruszyńska - Bruno Prugar, - Wilhelm Rolland - Józef Sitko - Marian Kowalski Przewodniczący komisji rewizyjnej: Jan Zych Członkowie komisji rewizyjnej: - Józef Kaźmierczyk - Roman Łukasiewicz - Włodzimierz Hladig - Stanisław Raczek Przewodniczący sądu honorowego: Tadeusz Kruszyński Członkowie sądu honorowego: - Mieczysław Batsch - Wacław Kuchar - Hugon Redlich Kierownicy sekcji - bokserska: Adam Falimirski - kajakowa: Sergiusz Jarmoliński - kolarska: Józef Sitko - lekkoatletyczna: Józef Chorzewski - łuczna: Alfred Kamiński - narciarska: Marian Kowalski - pań: Emilia Kruszyńska - piłki nożnej: Wilhelm Rolland - piłki ręcznej: Władysław Nowakowski - pływacka: Michał Dżugaj - strzelecka: Witold Majewski - hokejowa: Franciszek Kallik - szermiercza: Władysław Mańkoski - tenisowa: Roman Sabiński |

## Sekcje sportowe

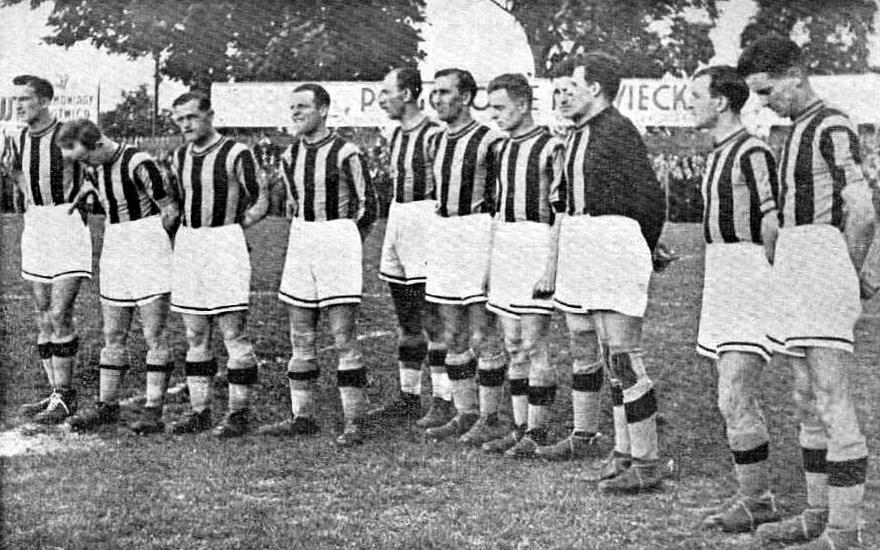
Piłkarska drużyna Pogoni w 1936 r.

### Sporty wodne
Sekcja sportów wodnych, wśród których największe znaczenie miały dyscypliny pływackie, została utworzona w 1907 roku.
do uzupełnienia

### Sporty zimowe

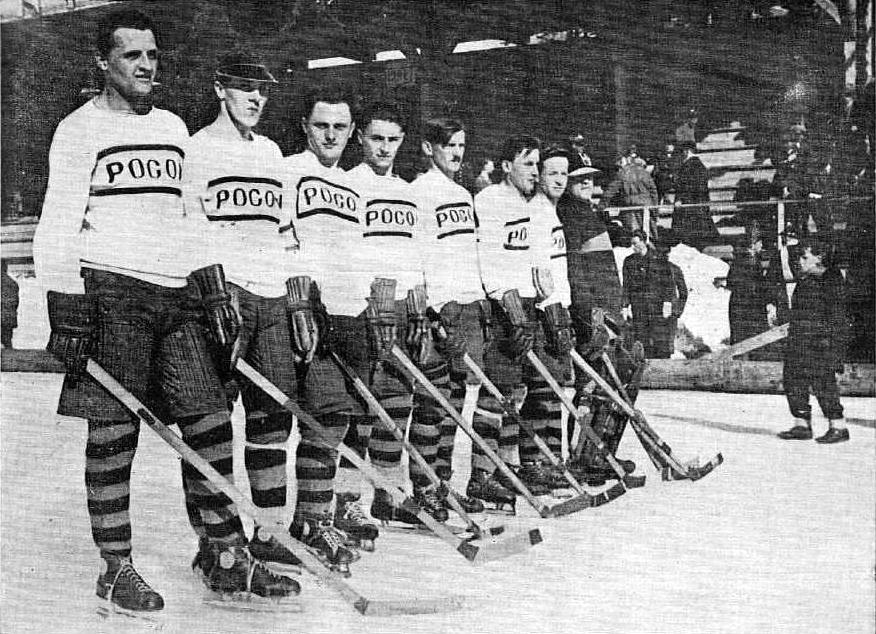
Pogoń, wicemistrz Polski w hokeju na lodzie z 1929 r.

Sekcja powołana została w 1909 roku. Obejmowała wszystkie dyscypliny zimowe, to jest: narciarstwo, saneczkarstwo, bobsleje, łyżwiarstwo (figurowe i szybkie), hokej na lodzie i inne.

#### Narciarstwo
do uzupełnienia

#### Łyżwiarstwo
do uzupełnienia

#### Saneczkarstwo
W 1908 roku na stokach Wysokiego Zamku i Piaskowej Góry, przy drodze Kisielki, wybudowano tor saneczkowy. W tym samym roku Pogoń sprowadziła bobsleje, a także zorganizowała zawody saneczkowe.
do uzupełnienia

### Tenis ziemny
Sekcja tenisa ziemnego powstała w 1909 roku.
do uzupełnienia

### Turystyka
Powstała w 1909 roku sekcja turystyczna organizowała liczne wyprawy piesze i kolarskie. Ich celem były m.in. Czarnohora, Gorgany, Pieniny, Tatry, a także Bukowina i Zakarpacie.

#### Kolarstwo
Sekcja kolarska stanowiła część turystycznej. Reaktywowana w 2009 roku organizuje od roku 2010 doroczną grę terenową pod nazwą Uliczkami Lwowa.
do uzupełnienia

### Ciężka atletyka
Sekcja ciężkoatletyczna powstała w 1909 roku. Skupiała zawodników takich dyscyplin jak podnoszenie ciężarów, czy zapasy.
do uzupełnienia

#### Zapasy
do uzupełnienia

### Piłka ręczna
Sekcja powstała w 1925 roku.
do uzupełnienia

### Boks
Sekcja  bokserska została powołana do życia w 1926 roku.
do uzupełnienia

### Szermierka
Sekcja szermiercza istniała od roku 1926.
do uzupełnienia

### Gry sportowe
Sekcja gier sportowych została utworzona w 1928 roku. Obejmowała dyscypliny takie jak koszykówka, czy siatkówka.
do uzupełnienia

### Tenis stołowy
Sekcja tenisa stołowego została powołana w roku 1930.
do uzupełnienia

### Łucznictwo
Sekcja powstała w 1932 roku.
do uzupełnienia

### Kajakarstwo
Sekcję kajakarską powołano do życia we wrześniu 1932 roku. Pierwszym kierownikiem został S. Jarmoliński.
W pierwszym pełnym sezonie, w roku 1933, sekcja liczyła 30 członków. Organizowano  liczne spływy na rzekach takich jak Bug, Czeremosz, Dniestr, Prypeć, San, Stryj, Wereszyca, Wisła, czy po Pojezierzu Augustowskim. Sekcja prowadziła również kursy kajakowe.
Pogoń zdobywała medale w zawodach okręgowych, wojewódzkich, ale także na mistrzostwach Polski. W 1934 roku Knisz zajął trzecie miejsce w zawodach jedynek turystycznych składanych. Wynik ten powtórzył również w biegu na 10 km składaków turystycznych podwójnych. Trzecią lokatę zdobył wówczas razem z Rischką. Ta sama osada rok później zajęła na kolejnych mistrzostwach Polski miejsce pierwsze. Z mistrzostw tych Pogoń wywiozła jeszcze dwa trzecie miejsca.
W późniejszych latach aktywność sekcji zmniejszyła się.

### Strzelectwo
Sekcja strzelecka została powołana w czerwcu 1933 roku. Kierownikiem został W. Kmicikiewicz. Przez cały okres działalności, sekcja strzelecka liczyła stosunkowo niewielu członków.
Już w 1924 roku reprezentant Pogoni, E. Fleszar, wziął udział w zawodach myśliwskich. Z czasem 4 sekund ustanowił wówczas rekord Polski w strzelaniu do jelenia pojedynczego na odległość 100 m. Fleszar został wówczas włączony do reprezentacji Polski, która miała jechać na zawody międzynarodowe do Chamonix.
Zawodnicy sekcji korzystali ze strzelnicy KPW, w 1934 roku zakupiono na potrezby sekcji karabinek PWU typ. AL kal. 22.
W 1935 roku sekcja awansowała do klasy I okręgu lwowskiego, z której została zdegradowana na skutek unieważnienia rozgrywek z sezonu w 1937. Za największy sukces należy uznać mistrzostwo okręgu w konkurencji pistolet dowolny do sylwetek, zdobyte w 1938 roku przez W. Strażę-Majewskiego.

## Hymn

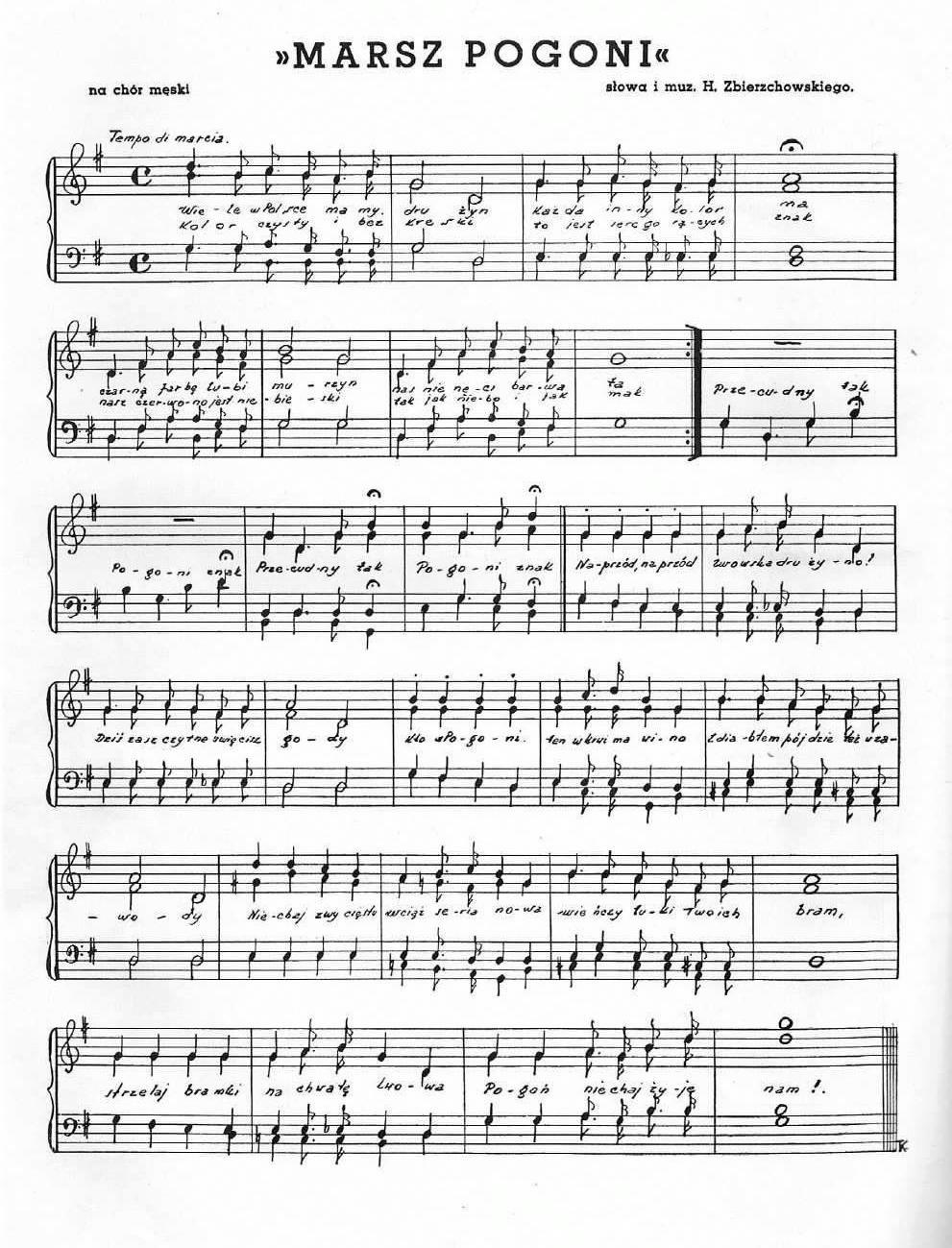

Hymnem klubu był „Marsz Pogoni” – pieśń marszowa rozpisana na chór męski. Autorem zarówno słów jak i muzyki był Henryk Zbierzchowski.
| Marsz Pogoni 1. Wiele w Polsce mamy drużyn, Każda inny kolor ma. Czarną farbę lubi murzyn, Mnie nie nęci barwa ta. Kolor czysty i bez kreski To jest serc gorących znak, Nasz czerwono jest niebieski. Tak jak niebo i jak mak. Przecudny tak Pogoni znak. Ref. Naprzód, naprzód lwowska drużyno! Dziś zaszczytne święcisz gody, Kto w Pogoni, ten w krwi ma wino, Z diabłem pójdzie też w zawody, Niechaj zwycięstw wciąż seria nowa wieńczy łuki twoich bram, Strzelaj bramki na chwałę Lwowa, Pogoń niechaj żyje nam! 2. W śniegu, błocie czy roztopie, Chociaż wieje wietrzyk – łotr Kiedy Pogoń piłkę kopie Brawo bije święty Piotr. Hubert aż z emocji sapie, Cieszy się z Rzepichą Piast, Święty Michał na swej szkapie W galop puszcza się wśród gwiazd. Skąd radość ta? To Pogoń gra. Ref.: Naprzód... 3. W tempie i muskułów chrzęście, Tak drużyna nasza gra. Pogoń ma do Wacków szczęście. Niechaj żyją Wacki dwa. Komu Kuchar sos zgotuje, Ten uczuje w gębie kwas. Kogo Garbień wygarbuje, Spokój ma na dłuższy czas. Tempo i gest – to Pogoń jest. Ref.: Naprzód... 4. Jeden lubi kurczę z rożna, Drugi piwem pasie brzuch. Nasz ideał: piłka nożna, Wieczna walka, wieczny ruch. Dyplomacje to utopie, Polityka to jest chrzan, Kto najlepiej piłkę kopie, Ten jest władca, ten jest pan. Więc ogniem żyj, kopaj co sił! Ref.: Naprzód... |